# جون غاري كليفورد
جون غاري كليفورد (بالإنجليزية: John Garry Clifford)‏ هو مؤرخ وعالم سياسة أمريكي، ولد في 1942 في ماساتشوستس في الولايات المتحدة، وتوفي في 26 مارس 2014.